# Min kära
Min kära (vertaling: "Mijn geliefde") is een compositie van Hugo Alfvén. Het is, net als zijn vorige werk Gryning vid havet, een toonzetting van een tekst van Sten Selander. Min kära is een liefdesgedicht, waarin de geliefde wordt vergeleken met een prinses. Het werk is geschreven voor a capella mannenkoor (TTBB). In tegenstelling tot zijn vorige werk, dat direct werd uitgevoerd, bleef Min kära nog een aantal jaren onuitgegeven. Aangezien het geschreven is voor een mannenkoor, is het waarschijnlijk gecomponeerd voor Orphei Drängar.

## Discografie
- Uitgave BIS Records: Orphei Drängar o.l.v. Robert Sund